# Eugene Gardner
Milton Eugene Gardner (Santa Cruz, California, Estados Unidos, 10 de febrero de 1901 - 1986) fue un físico estadounidense especializado en sistemas de radar en el MIT Radiation Laboratory en Massachusetts.

## Biografía
Nació en Santa Cruz, California, aunque hubiera nacido en China si su padre, un misionero de la American Board of Missions, no hubiera regresado temporalmente a Estados Unidos por seguridad durante el levantamiento de los bóxers.
Tras vivir en China hasta los nueve años, Milton se trasladó con su familia a Claremont, California, donde terminó su educación elemental y secundaria y obtuvo un título de grado en el Pomona College en 1924. Mientras estaba en Pomona, Milton compitió con éxito en competiciones atléticas, se convirtió en un buen ventrílocuo y mago y fue miembro de la International Brotherhood of Magicians. Tras graduarse en la universidad, trabajó en varios puestos antes de comenzar el trabajo de posgrado en la Universidad de California en Berkeley, donde obtuvo su maestría en 1934 con una tesis sobre «La recombinación de iones de oxígeno puro como función de la presión y la temperatura». Obtuvo su doctorado en 1936. En 1937, Milton aceptó un puesto como profesor de física en la entonces llamada Rama del Colegio de Agricultura en Davis, donde permaneció hasta que se retiró en 1968.

## Carrera científica
Entre 1942 y 1946, trabajó en el MIT Radiation Laboratory en Cambridge, Massachusetts, donde ayudó en el enorme esfuerzo para desarrollar y mejorar los sistemas de radar, que eran vitales para permitir a las fuerzas aliadas superar a los alemanes y japoneses.
Pasó el año 1955-56 en la Universidad de Peshawar, en Pakistán.